# Бивио Монталто (Козенца)
Бивио Монталто је насеље у Италији у округу Козенца, региону Калабрија.
Према процени из 2011. у насељу је живело 170 становника. Насеље се налази на надморској висини од 183 м.